# هارولد إس. شابيرو
هارولد إس. شابيرو (بالإنجليزية: Harold S. Shapiro) (بالسويدية: Harold Shapiro) هو أستاذ جامعي ورياضياتي أمريكي وسويدي، ولد في 1928 في بروكلين في الولايات المتحدة.